# Samuel Kňažko
Samuel Kňažko (* 7. August 2002 in Trenčín) ist ein slowakischer Eishockeyspieler, der seit Juni 2021 bei den Columbus Blue Jackets aus der National Hockey League (NHL) unter Vertrag steht und für deren Farmteam, die Cleveland Monsters, in der American Hockey League (AHL) auf der Position des Verteidigers spielt. Mit der slowakischen Eishockeynationalmannschaft nahm er an den Olympischen Winterspielen 2022 teil und gewann mit dem Team dort die Bronzemedaille.

## Karriere
Samuel Kňažko begann seine Karriere in seiner Heimatstadt beim HK Dukla Trenčín, mit dessen Juniorenmannschaften er die slowakische U18- und U20-Meisterschaft gewinnen konnte. Zur Saison 2018/19 wechselte er zu Turun Palloseura nach Finnland und spielte dort ebenfalls im Nachwuchsbereich. Obwohl er beim CHL Import Draft 2019 von den Vancouver Giants in der ersten Runde als 59. Spieler ausgewählt worden war, blieb er in Turku. Daraufhin wurde er beim CHL Import Draft 2020 von den Seattle Thunderbirds in der ersten Runde als 21. Akteur gezogen. Ebenfalls 2020 wurde er beim NHL Entry Draft in der dritten Runde an insgesamt 78. Stelle von den Columbus Blue Jackets gedraftet, blieb aber zunächst weiter in Finnland.
Zur Saison 2021/22 statteten ihn die Blue Jackets mit einem Einstiegsvertrag aus, beließen ihn aber zunächst noch bei Turun Palloseure, wo er im Herbst zu seinem ersten Einsatz in der Liiga kam. Kurz vor dem Jahreswechsel wurde er schließlich nach Nordamerika geholt und beendete die Saison bei den Seattle Thunderbirds in der Western Hockey League. Zur Spielzeit 2022/23 wurde er zu Columbus’ Farmteam, den Cleveland Monsters, beordert. Am 13. April 2023 kam er gegen die Pittsburgh Penguins zu seinem ersten Spiel in der National Hockey League für die Columbus Blue Jackets, dem am Folgetag gegen die Buffalo Sabres gleich der zweite Einsatz folgte. Anschließend kehrte er zu den Monsters zurück.

### International
Samuel Kňažko nahm mit der slowakischen U18-Auswahl an den Weltmeisterschaften 2018 und 2019 teil. Mit der U20-Mannschaft spielte er bei den Titelkämpfen 2020 und 2021 sowie bei der wegen der COVID-19-Pandemie abgebrochenen WM 2022.
In der Folge wurde Kňažko für die slowakische Nationalmannschaft nominiert und nahm an der Weltmeisterschaft 2021 teil. Beim Qualifikationsturnier für die Olympischen Winterspiele 2022 kam Kňažko ebenfalls zum Einsatz und sicherte sich mit seiner Mannschaft durch drei Siege die Qualifikation für die Olympischen Winterspiele in Peking. Dort gewann die slowakische Nationalmannschaft die Bronzemedaille. In der Folge nahm der Verteidiger auch an den Weltmeisterschaften 2023 und 2025 sowie der Qualifikation für die Olympischen Winterspiele 2026 teil.

## Erfolge und Auszeichnungen
- 2017 Slowakischer U18-Meister mit dem HK Dukla Trenčín
- 2018 Slowakischer U18- und U20.Meister mit dem HK Dukla Trenčín
- 2022 Bronzemedaille bei den Olympischen Winterspielen

## Karrierestatistik
Stand: Ende der Saison 2024/25

### International
Vertrat die Slowakei bei:
| - U18-Junioren-Weltmeisterschaft 2018 - U18-Junioren-Weltmeisterschaft 2019 - U20-Junioren-Weltmeisterschaft 2020 - U20-Junioren-Weltmeisterschaft 2021 - U20-Junioren-Weltmeisterschaft 2022 - Weltmeisterschaft 2021 | - Qualifikationsturnier für die Olympischen Winterspiele 2022 - Olympischen Winterspielen 2022 - Weltmeisterschaft 2023 - Qualifikationsturnier für die Olympischen Winterspiele 2026 - Weltmeisterschaft 2025 |

(Legende zur Spielerstatistik: Sp oder GP = absolvierte Spiele; T oder G = erzielte Tore; V oder A = erzielte Assists; Pkt oder Pts = erzielte Scorerpunkte; SM oder PIM = erhaltene Strafminuten; +/− = Plus/Minus-Bilanz; PP = erzielte Überzahltore; SH = erzielte Unterzahltore; GW = erzielte Siegtore; 1 Play-downs/Relegation; Kursiv: Statistik nicht vollständig)